# La Cauchie
La Cauchie [la kóší] je francouzská obec v departementu Pas-de-Calais v regionu Hauts-de-France. V roce 2014 zde žilo 197 obyvatel.

## Poloha obce
Sousední obce jsou: Bailleulmont, La Herlière a Humbercamps.

## Vývoj počtu obyvatel
Počet obyvatel